# Marie von Buelow
Marie von Buelow, nata Marie Schanzer (12 febbraio 1857 – Berlino, 30 agosto 1941), è stata un'attrice austriaca.

## Filmografia parziale
- Mein ist die Rache, regia di Rudolf Meinert (1916)
- Das Tagebuch einer Verlorenen, regia di Richard Oswald (1918)
- Eugen Onegin, regia di Alfred Halm (1919)
- Il ragazzo in blu (Der Knabe in Blau), regia di F.W. Murnau (1919)
- La fata di Saint Menard (Die Fee von Saint Ménard), regia di Erik Lund (1919)
- Die Sonne von St. Moritz, regia di Hubert Moest e Friedrich Weissenberg (1923)